# 來偉良
來偉良（1882年—1967年），字醉樵，浙江蕭山人，清末、中華民國軍事人物，1911年參與辛亥革命光復杭州的戰役。著有《辛亥工程營杭州起義記》。

## 生平
1882年，來偉良出生於蕭山長河頭（今屬杭州濱江區長河街道）。
來偉良早年畢業於浙江武備學堂和浙江砲工學校將校科。先後加入光復會、同盟會。1908年，任清軍浙江陸軍混成旅工程營左隊隊官，旋陞充該營管帶。
1919年10月6日起署理浙江外海水上警察廳廳長。1928年後歷任南京國民政府軍事編遣委員會副科長、國民革命軍總司令部交通處副處長、軍政部交通機械修造廠廠長、高級參謀等職務。
1937年5月21日，授少將軍銜。抗日戰爭時期，負責軍車修理，1945年抗戰勝利後辦理退役，後撰寫《辛亥革命親歷記》等文史資料。
1967年，來偉良在杭州病逝。